# Les Yeux cernés
Pour plus de détails, voir Fiche technique et Distribution.
Les Yeux cernés est un film franco-italien, réalisé par Robert Hossein, sorti en 1964.

## Synopsis
Dans une région d'exploitation forestière du Tyrol, le directeur de la grande scierie Wollmer a été assassiné. Il était en instance de divorce et sa veuve Florence revient pour les funérailles. 
L'enquête, confiée au commissaire Friedrich, s'avère particulièrement difficile parce que Wollmer, odieux individu, était détesté par bon nombre de gens du pays.   
Alors que Florence commence à recevoir des lettres anonymes monnayant le nom de l'assassin, elle est parallèlement poursuivie par le bruit du martèlement des touches de la machine à écrire de son mystérieux correspondant. Ses soupçons se portent d'abord sur Franz, le contremaître qui l'assiste dans ses démarches, ensuite sur Klara, fille de l'hôtelier du coin et jalouse de sa relation avec Franz. 
Profondément perturbée par le harcèlement incessant de la machine à écrire, Florence accuse Franz et, à l'issue de leur altercation, elle le pousse dans un précipice. Mais le bruit de la machine à écrire reprend de plus belle... 
Le commissaire Friedrich arrivera à temps pour retenir la main de Florence — la meurtrière de son mari — au moment où elle allait poignarder l'auteur des lettres anonymes.

## Fiche technique
- Titre original : Les Yeux cernés
- Titre italien : Nuda per un delitto
- Réalisation : Robert Hossein
- Scénario : Claude Desailly d'après une histoire de Robert Hossein
- Dialogues : André Tabet, Georges Tabet
- Musique : André Hossein
- Photographie : Jean Boffety
- Son : Louis Hochet
- Montage : Marie-Sophie Dubus
- Pays d'origine :  France,  Italie
- Langue de tournage : français
- Période de tournage : 2 avril au 16 mai 1964
- Productrice : Ludmilla Goulan
- Sociétés de production : Cocinor (France), Les Films Marceau (France), Laetitia Film (Italie)
- Sociétés de distribution : Cocinor (France), Tamasa Distribution (France), Les Acacias (France)
- Format : noir et blanc — 35 mm — 1.66:1 — son monophonique
- Genre : film policier
- Durée : 81[1]↔100 minutes
- Dates de sortie : France, 2 septembre 1964, Italie 25 mars 1965
- Mention CNC : tous publics (visa d'exploitation no 28944 délivré le 12 août 1964)
- Affiche : Gilbert Allard (France)

## Distribution
- Michèle Morgan : Florence
- Robert Hossein : Franz
- Marie-France Pisier : Klara
- François Patrice : le commissaire Friedrich
- Pascal Mazzotti : le notaire
- Yvette Étiévant : l'hôtelière
- Paul Mercey : l'hôtelier